# Médiathèque Laon-Zola
 (septembre 2023).
La médiathèque Laon-Zola est une médiathèque de Reims, en France, installée 2 rue de la Neuvillette, dans un bâtiment construit en 1973 selon les plans de l’architecte Jean-Loup Roubert.

## Localisation
La médiathèque Laon-Zola est située dans le quartier Quartier Laon - Neufchâtel - Orgeval à Reims. Son adresse postale est 2 rue de la Neuvillette à Reims. Le site est desservi par l’arrêt « Saint-Thomas » de la ligne de Tram A et B.

## Historique
En 1924, la bibliothèque du 4e canton est créée dans une salle de l'Union des Amicales d'anciens élèves des écoles publiques du quartier, 13 rue Anquetil grâce aux dommages de guerre, avec un don de mille livres et à la coopération de la ville et du comite rémois de la Ligue de l'enseignement. Elle est ensuite transférée au 47 bis avenue de Laon dans l’école de l'avenue de Laon. Elle quitta le site en 1951 pour installer ses locaux dans une ancienne épicerie au 248 de la même avenue de Laon. En 1962 elle déménagea de nouveau, au 270 bis avenue de Laon. Elle déménage en mai 1973 pour s’installer dans ses nouveaux et actuels locaux au 2 rue de la Neuvillette à Reims.

## Architecture du bâtiment
L’édifice est constitué d’une façade en rez-de-chaussée en parement de briques avec un liteau en béton. Les fenêtres, au format généreux, donne une impression de clartés.
La Médiathèque a une superficie de ? m2, ce qui lui confère le troisième rang au sein des bibliothèques municipales de Reims.

## Collections
La Médiathèque Laon-Zola offre près de 50 000 livres et près de 1700 DVD. Elle dispose d’un fond spécialisé autour de la parentalité à destination des parents et des professionnels de la petite enfance.

## Services et activités
Réaménagée en 2005, elle dispose en sus de la salle de lecture, de postes internet et le wifi.

## Jardin, fresque
Un petit jardin est accessible en été. Dans ce jardin, une peinture murale « Des pays et des Hommes », a été réalisée en partenariat avec l’artiste Florence Kutten, dans le cadre des 40 ans de la bibliothèque.

## Grainothèque
La médiathèque Laon-Zola propose une grainothèque.

## Accessibilité PMR
L'entrée de la médiathèque Laon-Zola est équipée d'une rampe d'accès pour les personnes à mobilité réduite.